# Marion Schardt-Sauer
Marion Schardt-Sauer (* 29. April 1970 in Düsseldorf als Marion Schardt) ist eine deutsche Politikerin (FDP). Seit der Landtagswahl 2018 ist sie Abgeordnete der Fraktion der Freien Demokraten im Hessischen Landtag. Zuletzt zog sie bei der Landtagswahl 2023 über den Listenplatz 5 der hessischen Freien Demokraten erneut in den Landtag ein.

## Leben und Beruf
Marion Schardt-Sauer wuchs in Limburg an der Lahn auf und absolvierte nach ihrem Abitur 1989 an der Marienschule Limburg ihr Studium der Rechtswissenschaften an den Universitäten Konstanz und Tübingen, das sie 1995 abschloss. Nach ihrem Referendariat in Hechingen arbeitete sie bis 2001 als Rechtsanwältin in Bad Camberg und Limburg. Im Jahr 2002 übernahm sie die Geschäftsführung der Kreisbauernverbände Limburg-Weilburg und Rheingau-Taunus sowie des Verbands der Jagdgenossenschaften und Eigenjagdbesitzer im Nassauer Land.
2005 trat Schardt-Sauer in die Hessische Landesverwaltung ein, wo sie bis 2009 als Referatsleiterin und persönliche Referentin des Staatssekretärs im Hessischen Ministerium für Umwelt, ländlichen Raum und Verbraucherschutz tätig war. Anschließend wechselte sie ins Hessische Wirtschaftsministerium, wo sie bis 2011 als Referatsleiterin und persönliche Referentin des Wirtschaftsministers fungierte. Danach übernahm sie eine leitende Position als Gruppenleiterin für investive Programme und stellvertretende Abteilungsleiterin bei der Wirtschafts- und Infrastrukturbank Hessen. Von 2016 bis zu ihrer Wahl in den Hessischen Landtag im Jahr 2019 war sie erneut als Referatsleiterin im Hessischen Ministerium für Umwelt, Klimaschutz, Landwirtschaft und Verbraucherschutz tätig.
Seit August 2020 ist Schardt-Sauer wieder als Rechtsanwältin aktiv, wobei sie ihren Interessensschwerpunkt auf das Verwaltungsrecht gelegt hat.

## Politik

### Partei
Marion Schardt-Sauer trat im Jahr 1990 der Freien Demokratischen Partei (FDP) sowie den Jungen Liberalen bei. Seit 2011 ist sie Vorsitzende des FDP-Kreisverbandes Limburg-Weilburg. Derzeit ist sie ebenfalls Vorsitzende des Stadtverbandes der FDP in Limburg.
Zuvor hatte Schardt-Sauer einige bedeutende Rollen: Sie war Bundesseminarbeauftragte im Bundesvorstand der Jungen Liberalen, stellvertretende Vorsitzende der Jungen Liberalen Baden-Württemberg, Vorsitzende des FDP-Ortsverbands Tübingen sowie Vorsitzende des Bundesfachausschusses für Innen- und Rechtspolitik der Jungen Liberalen.

### Kommunalpolitik
Marion Schardt-Sauer ist seit 2001 Fraktionsvorsitzende der FDP-Fraktion in der Limburger Stadtverordnetenversammlung. In dieser Funktion ist sie auch als Mitglied des Ältestenrats und als stellvertretende Stadtverordnetenvorsteherin tätig. Zusätzlich ist sie Kreistagsabgeordnete und gehört dem Kreistag des Landkreises Limburg-Weilburg an. Schardt-Sauer betreut als Geschäftsführerin die FDP-Kreistagsfraktion.

### Landespolitik
Im Jahr 2019 zog Marion Schardt-Sauer als eine von elf Abgeordneten für die FDP-Landtagsfraktion in den Hessischen Landtag ein. Sie trat im Wahlkreis Limburg-Weilburg I an und übernahm die Sprecherrollen für die Bereiche Haushalt und Finanzen sowie Justiz.
Bei den hessischen Landtagswahlen 2023 belegte sie den fünften Listenplatz der Landesliste der Freien Demokraten und zog im Januar 2024 erneut in den Hessischen Landtag ein, diesmal als eine von acht Abgeordneten. Neben ihren bisherigen Sprecherrollen übernahm sie zusätzlich die Verantwortung für den Justizvollzug. In diesen Funktionen ist sie Mitglied des Haushaltsausschusses, des rechtspolitischen Ausschusses sowie der Unterausschüsse für Finanzcontrolling und Verwaltungssteuerung und für den Justizvollzug.
Darüber hinaus wurde Marion Schardt-Sauer von ihrer Fraktion erneut als Schriftführerin des Hessischen Landtags benannt und ist damit Mitglied des Ältestenrats.

## Ehrenamt und Vereinswesen
Neben ihrer politischen Tätigkeit engagiert sich Marion Schardt-Sauer aktiv in verschiedenen Vereinen ihrer Region. Sie war zehn Jahre lang Vorsitzende des Pfarrgemeinderates der Dompfarrei St. Georg in Limburg. Derzeit ist sie Vorsitzende der Kolpingsfamilie Limburg. Zusätzlich ist Schardt-Sauer Mitglied im Vorstand der liberalen Karl-Hermann-Flach-Stiftung, einer Landesstiftung, die sich mit bildungs- und gesellschaftspolitischen Themen befasst.

## Privates
Marion Schardt-Sauer ist verheiratet und lebt mit ihrem Ehemann in Limburg.